# Gef de pratende mangoest
Gef de pratende mangoest was een vermeend paranormaal verschijnsel dat zich vanaf 1931 zou hebben voorgedaan op de boerderij Doarlish Cashen, nabij Glen Maye op het eiland Man. Gef, uitgesproken als /dʒɛf/, zou een klopgeest geweest zijn die de vorm van een mangoest aannam en zich rond het tienermeisje Voirrey Irving concentreerde. Deze zaak trok in de jaren 30 van de 20ste eeuw internationale belangstelling en werd onder andere door parapsycholoog Harry Price onderzocht. Het verhaal van Gef is deel van de Manxe folklore gaan uitmaken.

## Gebeurtenissen
Van Doarlish Cashen blijven nauwelijks restanten over. De boerderij bevond zich in de vallei Glen Maye, op ongeveer twee mijlen van Peel. Tot 1875 had het gebouw aan een Fransman genaamd Pierre Baume toebehoord, waarna het in verval kwam; omstreeks 1916 werd het door James Irving gekocht, een handelsreiziger uit Lancashire, wiens vrouw Margaret uit Peel kwam. Het koppel nam een Duitse krijgsgevangene in dienst voor de restauratie van de boerderij. De Irvings hadden een zoon en twee dochters, van wie Voirrey, geboren in 1918, de jongste was.
Voirrey Irving, wier broer en zus beiden in de stad woonden, verbleef alleen met haar ouders op het afgelegen landgoed. In de loop van 1931 begon zij gewag te maken van een klein diertje dat op een gele wezel leek en haar vergezelde. Het diertje begon naar verluidt vanaf september van dat jaar eveneens in huis op te duiken en zou tevens door James Irving zijn waargenomen, die het beschreef als een gele wezel die blafte als een hond en miauwde als een kat. De Irvings gaven het de naam Gef, en het maakte zijn aanwezigheid kenbaar middels krassende en kloppende geluiden die van achter de wanden leken te komen. Nadat James met de wezel trachtte te communiceren, zou het dier vanaf november ook beginnen te spreken zijn. Margaret zag de wezel slechts zelden en weigerde steeds te geloven dat het dier bovennatuurlijk ware. Nadat het gerucht zich in de omgeving van Peel verspreid had, schreef Florence Milburn, een plaatselijke inwoonster, op 12 februari 1932 naar Harry Price, die inmiddels een beroemdheid was wegens zijn onderzoek naar de Borley Rectory.De populaire pers in Londen had het verhaal echter reeds in oktober opgepikt; onder andere The Daily Mail besteedde aandacht aan de geschiedenis.

## Journalisten
De lokale krant The Daily Dispatch uit Manchester stuurde begin 1932 een journalist naar Doarlish Cashen, die de stem van Gef hoorde, maar het dier niet waarnam. Harry Price liet een van zijn bekenden verslag uitbrengen. In maart 1932 zou Gef beweerd hebben dat hij geen wezel, maar een mangoest was en op 7 juni 1852 in Delhi geboren was. Voorts praatte Gef klaarblijkelijk in het Manx en Russisch en zong hij liederen in het Welsh, Hebreeuws en Vlaams. Na herhaaldelijk mislukte pogingen om Gef te fotograferen, zou Price in de zomer van 1935 zelf naar Doarlish Cashen trekken, vergezeld van Richard S. Lambert, die connecties met de BBC had.
De plaatselijke Manxe journalist J. Radcliffe had echter reeds in 1932 tijdens een bezoek aan de boerderij opgemerkt dat de stem van Gef steeds uit de richting van Voirrey leek te komen, en dat zij waarschijnlijk aan buikspreken deed. Hij lachte om het verhaal en deed het als bedrog af. De Amerikaanse psychiater Nandor Fodor daarentegen bezocht de Irvings eveneens; hij was ervan overtuigd dat de mangoest een reëel bestaand dier was dat had leren spreken.

## Wetenschappelijk onderzoek
Een vermeend plukje haar van Gef werd in maart 1935 door de Londense zoöloog Dr Martin Duncan onderzocht, die concludeerde dat het geenszins van een mangoest stamde maar waarschijnlijk hondenhaar was; het gezin Irving bezat een collie. In juli van dat jaar verbleven Price en Lambert drie dagen bij het gezin, gedurende dewelke Gef niet van zich liet horen. Zij schonken de Irvings een camera met de opdracht, Gef te fotograferen. Er bestaan enkele wazige foto’s van een gedaante op een muurtje, die echter evengoed een dweil zou kunnen zijn. Vermeende voetsporen van Gef in vaseline werden naar het Natural History Museum gestuurd en onderzocht door Reginald Innes Pocock, die uitsloot dat het sporen van een mangoest waren en stelde dat het wellicht überhaupt geen dierlijke voetsporen betrof.
Hierna doofde de mediabelangstelling voor het verhaal geleidelijk aan uit. Price en Lambert schreven een boek over het voorval, The Haunting of Cashen’s Gap, dat Lambert in professionele moeilijkheden bracht nadat een collega bij de BBC op zijn ontslag aandrong door toedoen van zijn geloof in bovennatuurlijke zaken. Na een proces wegens laster werd Lambert in november 1936 door de rechtbank in het gelijk gesteld en werd hem een schadevergoeding ten bedrage van £ 7.500 toegekend. De boerderij werd aan een nieuwe eigenaar verkocht, die anno 1947 beweerde een vreemd knaagdier op zijn landgoed te hebben doodgeschoten. De boerderij Doarlish Cashen werd niet lang nadien gesloopt.
Ofschoon mangoesten op Man geen endemische soort zijn, werd een aantal dieren in 1912 in het wild losgelaten door een boer uit Dalby. De aanwezigheid van mangoesten in het westen van het eiland anno 1931 is dus niet onmogelijk.